# 下溝站
下溝站（日语：／ Shimomizo eki */?）是一個位於神奈川縣相模原市南區下溝，屬於東日本旅客鐵道（JR東日本）相模線的鐵路車站。

## 車站構造
單式月台1面1線的地面車站。為古舊的木造站舎。設自動賣票機、簡易Suica改札機。
| 月台 | 路線    | 方向           | 目的地           |
| ---- | ------- | -------------- | ---------------- |
|      | ■相模線 | 下行           | 橋本、八王子方向 |
| 上行 | ■相模線 | 厚木、茅崎方向 |                  |

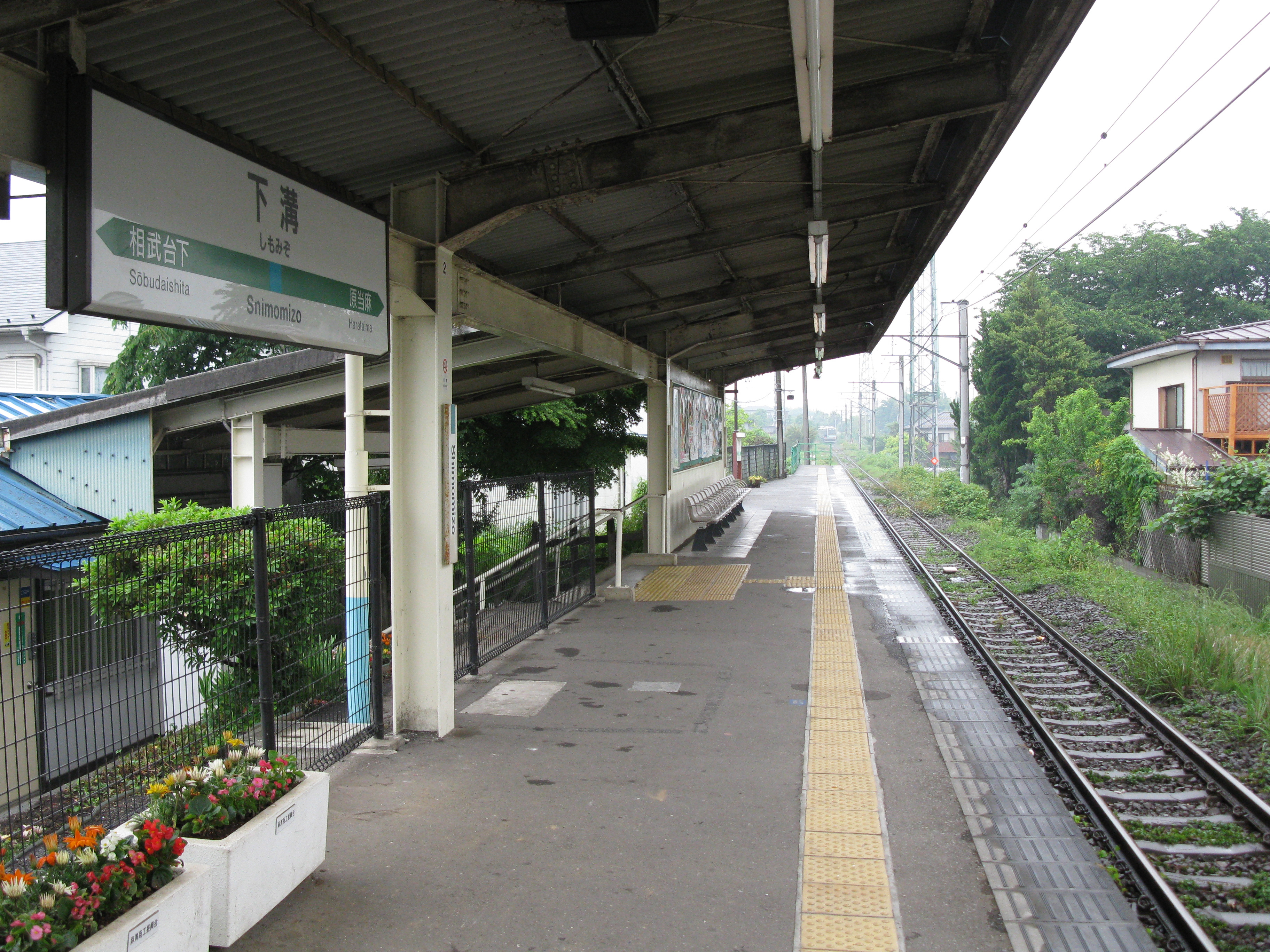
月台

## 使用情況
2014年度的1日平均上車人次為1,133人。
近年的1日平均上車人次如下表。
| 年度               | 1日平均 上車人次 |
| ------------------ | ---------------- |
| 1975年（昭和50年） | 418              |
| 1980年（昭和55年） | 428              |
| 1985年（昭和60年） | 541              |
| 1989年（平成元年） | 592              |
| 1993年（平成05年） | 786              |
| 1995年（平成07年） | 805              |
| 1998年（平成10年） | 826              |
| 2000年（平成12年） | 809              |
| 2001年（平成13年） | 830              |
| 2002年（平成14年） | 810              |
| 2003年（平成15年） | 847              |
| 2004年（平成16年） | 871              |
| 2005年（平成17年） | 891              |
| 2006年（平成18年） | 937              |
| 2007年（平成19年） | 998              |
| 2008年（平成20年） | 1,001            |
| 2009年（平成21年） | 997              |
| 2010年（平成22年） | 984              |
| 2011年（平成23年） | 1,008            |
| 2012年（平成24年） | 1,064            |
| 2013年（平成25年） | 1,126            |
| 2014年（平成26年） | 1,133            |

## 車站周邊
- 八景之棚

### 巴士路線
- 下溝（站前的縣道上）
  - 神奈川中央交通
    - 相武台前站（台14）
    - 原当麻站（台14）

## 历史
- 1931年4月29日 開業。

## 相鄰車站
東日本旅客鐵道（JR東日本）
■相模線
相武台下－下溝－原當麻

### 使用情況
JR東日本2000年度以後上車人次
1. ↑  .   [2018-02-06]. （原始内容存档于2019-04-02）.
2. ↑  .   [2018-02-06]. （原始内容存档于2019-03-27）.
3. ↑  .   [2018-02-06]. （原始内容存档于2019-03-27）.
4. ↑  .   [2018-02-06]. （原始内容存档于2019-03-27）.
5. ↑  .   [2018-02-06]. （原始内容存档于2019-03-27）.
6. ↑  .   [2018-02-06]. （原始内容存档于2019-03-27）.
7. ↑  .   [2018-02-06]. （原始内容存档于2019-03-27）.
8. ↑  .   [2018-02-06]. （原始内容存档于2019-04-02）.
9. ↑  .   [2018-02-06]. （原始内容存档于2019-03-27）.
10. ↑  .   [2018-02-06]. （原始内容存档于2019-03-27）.
11. ↑  .   [2018-02-06]. （原始内容存档于2019-03-27）.
12. ↑  .   [2018-02-06]. （原始内容存档于2019-03-27）.
13. ↑  .   [2018-02-06]. （原始内容存档于2019-03-27）.
14. ↑  .   [2018-02-06]. （原始内容存档于2016-04-04）.
15. ↑  .   [2018-02-06]. （原始内容存档于2019-03-27）.

## 外部連結
- 車站資訊（下溝）：東日本旅客鐵道

35°31′5.4″N 139°22′49.8″E / 35.518167°N 139.380500°E